# District historique du Bryce Canyon Lodge
Pour les articles homonymes, voir Bryce.
Le district historique du Bryce Canyon Lodge est un district historique dans le comté de Garfield, dans l'Utah, aux États-Unis. Situé au sein du parc national de Bryce Canyon, il est inscrit au Registre national des lieux historiques depuis le 25 avril 1995. Centré autour du Bryce Canyon Lodge, il comprend un total de 26 édifices, dix de plus que l'ensemble dit « Bryce Canyon Lodge and Deluxe Cabins » inscrit au même registre et même classé National Historic Landmark dès 1987.